# Cecilia Cascante
Cecilia Pamela Cascante Santillán (Guayaquil, 21 de diciembre de 1981) es una actriz, empresaria y modelo guayaquileña. Es conocida por protagonizar la serie y telenovela 3 familias, dónde interpreta el papel de Génesis.

## Trayectoria
Desde la adolescencia estudiaba ballet, tomando clases durante 10 años consecutivos; a los 14 años una profesora la invitó a participar en un programa infantil llamado "Xiomi". A sus 20 años tuvo la oportunidad de conducir el programa "ET: Entretenimiento Total" de Ecuavisa Internacional, y posteriormente ingresó al programa Pozo Millonario como modelo, para luego ser animadora del mismo junto a Francisco Cabanilla. En el 2008 realizó un casting para la novela El secreto de Toño Palomino, en la cual obtuvo un papel antagónico, interpretando el papel de Karla Izurieta. Incursionó en el 2012 en el teatro con la obra "Huelga de piernas cruzadas", que es una adaptación de la obra teatral griega "Lisístrata".
En 2009 realiza una participación especial en la telenovela El exitoso Lcdo. Cardoso, y al año siguiente se integra a Teleamazonas formando parte de la plantilla de actores de la serie cómica Vivos. Entre 2011 y 2014 forma parte también de las series La pareja feliz y La Tremebunda Corte, al lado de David Reinoso y Flor María Palomeque. También participó en la serie Nina.
Su faceta como empresaria la inició al aperturar junto a Krysthel Chuchuca el salón de belleza "Vanity Room", donde aparte del servicio de maquillaje y peinado, realiza talleres y capacitaciones en torno a técnicas de automaquillaje.
Entre 2014 y 2020 interpreta a Génesis Cabezas en la serie 3 familias de Ecuavisa. En la serie, su personaje es de clase baja y es una ama de casa que vive junto a su esposo, sus hijos y su madre. Gracias a esta caracterización obtuvo el Premio ITV a Mejor Actriz en el 2019.

## Filmografía

### Series y Telenovelas
| Año       | Título                      | Personaje                                  |
| --------- | --------------------------- | ------------------------------------------ |
| 2024      | Los García                  | Adela "Adelita" Vera                       |
| 2018      | Nina                        | Sandra                                     |
| 2014-2020 | 3 familias                  | Génesis Geoconda Cabezas de Toro de Tomalá |
| 2013-2014 | Vivos                       | Varios personajes                          |
| 2011-2014 | La pareja feliz             | Virginia                                   |
| 2011      | La Tremebunda Corte         | Almira de los Balcones Miranda y Molestina |
| 2010      | Mostro de Amor              | Claudia                                    |
| 2009      | El exitoso Lcdo. Cardoso    | Marina                                     |
| 2008      | El Secreto de Toño Palomino | Carla Izurieta (Villana principal)         |
| 2007      | La novela del Cholito       | Claudia                                    |
| 2003-2010 | Mi recinto                  | Comadre Ximenita                           |
| 2003-2007 | Ni En Vivo Ni En Directo    | Varios personajes                          |

### Programas
| Año       | Programa                     | Rol                   |
| --------- | ---------------------------- | --------------------- |
| 2023      | MasterChef Celebrity Ecuador | Participante          |
| 2022      | Soy el mejor                 | Participante          |
| 2003-2008 | El Pozo Millonario           | Modelo y Presentadora |
| 2002      | Entretenimiento Total        | Conductora            |

## Premios y nominaciones

### Premios ITV
| Año  | Categoría                 | Canal    | Programa   | Resultado |
| ---- | ------------------------- | -------- | ---------- | --------- |
| 2017 | Mejor Actriz Dramática    | Ecuavisa | 3 familias | Nominada  |
| 2017 | Mejor Trayectoria Actoral | Ecuavisa | 3 familias | Ganadora  |
| 2019 | Mejor Actriz Dramática    | Ecuavisa | 3 familias | Ganadora  |

## Vida personal
Está casada con el también actor Martín Calle, quien también es su pareja dentro de la serie 3 familias.